# Mitridates III d'Ibèria
Mitridates o Mirdat III d'Ibèria (en georgià: მირდატ III) fou un rei d'Ibèria i diarca (vers 370-378) de la dinastia dels Cosròides.
Segons la Crònica georgiana que li atribueix un regnat de 15 anys, Mirdat (Mihrdat) III va succeir al seu pare Varaz Bakur I (Aspagur II, el «Aspacoures» de l'historiador romà contemporani Ammià Marcel·lí.
Alguns historiadors creuen que l'acord de partició de vers el 370 fou cosa seva, però d'altres pensen que encara vivia el seu pare. Segons Marcel·lí, Aspagur seguia governant el 378 però podria no haver sabut de la mort del rei. Mitridates hauria governat com a diarca d'Ibèria, a la part oriental del regne i sota protectorat persa sassànida. Un fill o germà de Mitridates era ostatge a la cort persa en garantia de la seva obediència.
Després del 378 els perses van conquistar el regne occidental a Saurmag II d'Ibèria, i haurien cedit la totalitat a Mitridates III; aquest hauria regnat fins vers el 380 i va tenir com a successor al seu fill Varaz Bakur II (Aspagur III).